# World Away
World Away è un singolo del gruppo musicale australiano Tonight Alive, pubblicato il 4 aprile 2017 dalla UNFD e dalla Hopeless Records.

## La canzone
Il brano, registrato con il produttore del secondo album del gruppo The Other Side e del singolo The Edge Dave Petrovic, inaugura il cambio di contratto dei Tonight Alive in vista del nuovo album che andranno a registrare nel 2017. Parlando di World Away, Jenna McDougall ha detto:

## Video ufficiale
Il video ufficiale del brano, diretto da Megan Thompson, vede la sola Jenna McDougall cantare intorno a un gioco di luci, con il testo del brano in sovrimpressione.

## Tracce
1. World Away – 3:52

## Formazione
- Jenna McDougall – voce
- Whakaio Taahi – chitarra solista, tastiera
- Jake Hardy – chitarra ritmica
- Cam Adler – basso
- Matt Best – batteria, percussioni